# Lončarska vas
Lončarska vas (prekmursko Lončarska ves) je muzej na prostem v Filovcih v Prekmurju. Lončarstvo Bojnec Arhivirano 2015-12-08 na Wayback Machine. je leta 2005 ustanovilo zavod za turizem in proizvodnjo keramike Lončarska vas Filovci. V sklopu delovanja je zavod prenesel in rekonstruiral še dva izmed poslednjih kulturnih spomenikov 1. kategorije, avtohtone panonske cimprače. Cimprača (prekmursko: cimprana kuča) je brunarica, z zunanje in notranje strani ometana z blatom, krita s slamo. Tla v notranjosti so praviloma iz zbite gline.
Lončarska vas je bila ustanovljena, da se ohrani bogata lončarska tradicija v Prekmurju in tudi v samih Filovcih, kjer je še v 20. stoletju delovalo preko 70 lončarskih mojstrov. Filovci so bili znani po izdelavi črne keramike. Ta keramika ni glazirana ampak gre za specifičen postopek redukcijskega žganja lončevine, pri katerem želimo znižati poroznost črepinje.